# Municipio de Aljojuca
El municipio de Aljojuca es uno de los 217 municipios que conforman al estado mexicano de Puebla. Fue establecido en 1895 y su cabecera es la localidad de Aljojuca.

## Etimología
El topónimo castellano aljojuca deriva del náhuatl atl que significa agua y xoxouhqui que significa "color del cielo", por lo que vendría a significar "agua de color celeste" refiriéndose a un axalapasco.

## Geografía
El municipio abarca 52.38 km² y se encuentra a una altitud promedio de 2480 m s. n. m., oscilando entre 2300 m s. n. m. y 2700 m s. n. m. Se localiza en la parte central del estado de Puebla. Colinda al norte con San Nicolás Buenos Aires, al sur con San Juan Atenco, al oriente con el municipio de Chalchicomula de Sesma y Tlachichuca y al poniente con San Salvador el Seco y Coyotepec.

### Hidrografía
El municipio pertenece a la subcuenca del lago Totolzingo, dentro de la cuenca del río Atoyac, parte de la región hidrológica del Balsas. La demarcación carece de ríos definidos, contando solo con arroyos intermitentes. Los cuerpos de agua más importantes son las lagunas de Aljojuca y de Tecuitlapa.

### Clima
El clima de Aljojuca es templado subhúmedo con lluvias en verano en todo su territorio. El rango de temperatura promedio es de 12 a 14 grados Celsius y el rango de precipitación media anual es de 600 a 700 mm.

## Demografía
De acuerdo al último censo, realizado por el INEGI en 2010, en el municipio habitan 6288 personas, lo que le da una densidad de población aproximada de 120 habitantes por kilómetro cuadrado.

## Gobierno
El ayuntamiento de Aljojuca está compuesto por seis regidores de mayoría relativa, dos regidores de representación proporcional, un síndico y un presidente municipal, puesto que desempeña José Cecilio Rolando Martínez Serrano para el periodo 2014-2018.

### Localidades
En el municipio existen  localidades, de las cuales la más poblada es la cabecera, Aljojuca.
| Código INEGI | Localidad                 | Población (2010) | Altitud (m s. n. m.) | Categoría  |
| ------------ | ------------------------- | ---------------- | -------------------- | ---------- |
| 210120001    | Aljojuca                  | 3821             | 2461                 | Villa      |
| 210120002    | Jalapasco el Grande       | 305              | 2509                 | Indefinida |
| 210120003    | San Diego Jalapasco       | 251              | 2520                 | Indefinida |
| 210120004    | San Antonio las Cuchillas | 469              | 2530                 | Indefinida |
| 210120005    | San Miguel Tecuitlapa     | 1442             | 2419                 | Indefinida |